# 米田奈美子
米田 奈美子（よねだ なみこ、1982年3月22日 - ）は、日本の元女優、グラビアアイドル。石川県金沢市出身。身長160cm。血液型はA型。
星稜中学校、星稜高等学校卒業。第2回P&Gクレアラシル・ピカピカフェイスコンテスト優勝をきっかけに芸能界入り。2000年、新エネルギー財団のCMキャラクター「ピュアエネッ娘」として活動し、同財団広報をかねたニッポン放送ラジオ番組「奈美子のハッピーデリバリー」のパーソナリティーも勤めていた。

## 出演

### テレビ番組
- 内村プロデュース（テレビ朝日） - 20分ドラマのヒロイン役[6]
- BS11PM（BS日テレ）
- 超V.I.P.（フジテレビ）
- グラビアの美少女（MONDO21）

### テレビドラマ
- ピッキングトリオの事件簿（2001年11月2日、フジテレビ） - DJ役[6]

### ラジオ
- 奈美子のハッピーデリバリー（2002年10月 - 2003年3月、ニッポン放送）[5]

### CM
- P&G クレアラシルフェイスウォッシュ[2]
- コカ・コーラ[6]

### PV
- ZEPPET STORE 「PRESENCE」[2]

### DVD
- CM美少女2001〜15秒のシンデレラ（2001年3月20日） : 小倉星羅・水川あさみらとのオムニバス
- フジテレビ 超V.I.P. PRESENTS - THE COMPLETE 米田奈美子（2001年6月25日）
- DAYDREAM（2002年1月25日）

### イメージガール
- 新エネルギー財団 CMキャラクター「ピュアエネッ娘」（2000年 - 2003年頃）[2][4][7]

## 写真集
- Cotton Touch（2001年11月22日、彩文館出版）